# Interakcija med človekom in robotom
Interakcija med človekom in robotom je raziskava o interakcijah med človekom in robotom. Raziskovalci jo pogosto označujejo s kratico HRI (Human-Robot Interaction). Človek-robot interakcija je multidisciplinarno področje, ki združuje znanje s področij človek-računalnik interakcije, umetne inteligence, robotike, razumevanje narave jezika in družbenih ved.

## Izvor
Človek-robot interakcija je bila tema znanstvene fantastike in akademskih špekulacij še preden so obstajali kakršnikoli roboti. Ker je HRI odvisna od znanj (včasih naravne) človeške komunikacije, so mnogi vidiki HRI nadaljevanje tem človeških komunikacij, ki so mnogo starejše od robotike.
Izvor HRI kot diskretni problem je kot prvi izpostavil pisatelj iz 20. stoletja Isaac Asimov in sicer leta 1941 v svojem romanu Jaz, Robot. V njem izpostavi Tri Zakone Robotike,
1. Robot ne sme poškodovati človeka in ne sme dopustiti da se človek poškoduje.
2. Robot mora izpolnjevati kakršnekoli ukaze s strani človeka, vendar ne, če ti pridejo navzkriž s Prvim Zakonom
3. Robot mora varovati lasten obstoj dokler lastno varovanje ne pride navzkriž s Prvim ali Drugim Zakonom

Ti trije zakoni robotike določajo idejo varne interakcije. Bližji kot je stik med človekom in robotom bolj zapleten je odnos in večje je tveganje, da se človek poškoduje. V današjem času v razvitih družbah proizvajalci, ki zaposlujejo robote, rešujejo ta problem tako, da ne dovoljujejo deljenja delovnega prostora človeka z robotom. To dosežejo z razširjeno uporabo varnih področij in kletk. Tako je prisotnost človeka popolnoma prepovedana v robotovem delovnem prostoru, ko ta opravlja naloge.
Z razvojem umetne inteligence, bi avtonomni roboti lahko sčasoma imeli več proaktivnega obnašanja z načrtovanjem svojega gibanja v zapletenih neznanih okoljih. Te nove zmožnosti bi morale na prvo mesto postaviti vzdrževanje varnosti in šele nato učinkovitost. Da bi to dovolili tej novi generaciji robotov, tečejo raziskave na področju človeškega zaznavanja, načrtovanja gibanja, rekonstrukcije prostora in inteligentnega obnašanja skozi načrtovanja nalog.
Osnovni cilj HRI je definiranje splošnega človeškega modela, ki bi lahko vodil do principov in algoritmov, ki bi dovoljevali bolj naravno in učinkovito interakcijo med ljudmi in roboti. Raziskave se razprostirajo od načina človeškega dela z oddaljenimi, tele-operacijskimi brezčloveškimi vozili do sodelovanja med vrstniki z antropomorfnimi roboti.
Mnogi na področju HRI raziskujejo kako ljudje sodelujejo in se soočajo ter uporabljajo raziskave, da bi motivirali robote kako naj se soočajo z ljudmi.

## Cilj varnih človek-robot interakcij
Roboti so umetni agentje z zmožnostjo zaznavanja in akcije v fizičnem svetu pogosto označenim kot delovni prostor s strani raziskovalcev. Njihova uporaba je razširjena v tovarnah, toda v današnjem času stremijo k njihovi uporabi pri reševanju, vojnih bitkah, odkrivanju min in bomb, znanstvenem raziskovanju,zabavi in bolnišnični negi.
Ta nova področja aplikacij kažejo na bližjo interakcijo z uporabnikom. Koncept bližnosti je zajet v polnem pomenu, saj si roboti in ljudje ne le delijo delovno mesto, ampak tudi naloge za dosego cilja.
Ta bližnja interakcija zahteva nove teoretične modele, na eni strani za robotike, ki delajo na izboljšavi robotskih orodij in na drugi strani za oceno tveganja in pridobitev teh novih prijateljev za našo sodobno družbo.
Z razvojem umetne inteligence, se raziskave osredotočajo na najbolj varno fizično interakcijo in tudi na družbeno sprejemljivo interakcijo, odvisno od kulturnih kriterijev. Cilj je zgraditi intuitivno in enostavno komunikacijo z robotom preko govora, gest in izrazov obraza.
Robot se mora prilagoditi na naš način izražanja želj in ukazov in ne obratno. Toda vsakodnevno okolje kot so domovi imajo veliko bolj zapletena družbena pravila kot so tista v tovarnah in na bojiščih. Tako robot potrebuje dojemljive in razumljive kapacitete za izgradnjo dinamičnih modelov svoje okolice. Znati mora razvrstiti predmete, prepoznati in najti ljudi in razviti svoja čustva. K potrebi po dinamičnih zmožnostih stremi vsako podpodročje robotike.
Po drugi strani HRI raziskave kognitivno modeliranje razmerja med človekom in robotom koristi psihologom in robotikom. Ta raziskava skuša del človeške družbe.

## Splošna HRI raziskava
HRI raziskava zadeva veliko področij, tako tudi nekatera glavna za naravo HRI.

### Metode dojemanja človeka
Večina metod skuša zgraditi 3D model preko vizije okolice. Senzorji dovoljujejo robotu, da ima informacije o lastnem stanju. Ta informacija je odvisna od vira.
Metode za zaznavanje ljudi v okolju so osnovane na informacijah senzorja. Raziskava opravljena na senzorjih in programski opremi vodena s strani družbe Microsoft je pridobila
uporabne rezultate za sestavo človeške kinematike. Primer starejše tehnike je uporaba barv pri upoštevanju dejstva, da so pri ljudeh s tanko kožo roke lažje od nošenih oblačil.
V kateremkoli primeru bi človek, ki bi bil modeliran a priori, lahko ustrezal podatkom senzorja. Robot zgradi ali ima (odvisno od stopnje avtonomije, ki jo ima robot) 3D načrt
svoje okolice.
Sistem razpoznavanja govora pripomore k interpretaciji človeških želj ali ukazov. 

### Metode načrtovanja gibanja
Načrtovanje gibanja v dinamičnih okoljih je izziv, ki je trenutno dosegljiv le za 3 do 10 stopinj svobode gibanja robota. Humanoidni roboti ali 2 opremljena robota, ki lahko imata 40 stopinj svobode gibanja, so neprimerni za dinamična okolja s sodobno tehnologijo. Roboti z nižjimi dimenzijami lahko uporabijo metodo potencialnega polja, s pomočjo katere izračunajo trajektorije za izogib trka s človekom.

### Kognitivne metode
Veliko podatkov je bilo zbranih s pomočjo uporabniških študij. Na primer, ko uporabniki naletijo na proaktivno obnašanje s strani robota in robot ne upošteva varnostne razdalje, s prebojem v uporabnikov prostor, se uporabnik lahko prestraši. To je odvisno od človeka do človeka. Samo intenzivni poskusi dovoljujejo natančnejši model.
Izkazalo se je, da v primeru, ko robot nima določene uporabe, uporabniki izražajo negativna čustva. Robot je dojet kot neuporaben in njegova prisotnost postane nezaželena.
V drugem poskusu, se je pokazalo, da ljudje težijo k uporabi pripomočkov robotove osebnostne karakteristike, ki niso bili vgrajeni.

## Aplikacijsko orientirana HRI raziskava
Raziskovalci trenutno raziskujejo aplikativna področja za človek-robot interakcijske sisteme. Aplikativno orientirana raziskava je v uporabi za pomoč pri premoščanju problemov trenutnih robotskih tehnologij. Čeprav je človek-robot interakcija še dokaj mlado področje, je veliko dela in raziskav na mnogih področjih.

## Iskanje in reševanje (SAR)
Prvi odzivajoči se soočajo z veliko nevarnostmi pri iskanju in reševanju, kamor spadajo tipično človeku nevarna okolja. Tehnologija ponuja orodja za opazovanje, ki lahko zelo pospešijo in izboljšajo natančnost človeškega zaznavanja. Za te potrebe so uporabni roboti. Raziskave na tem področju vključujejo napore pri delu na robotovem zaznavanju, premikanju, navigaciji, načrtovanju, integraciji in teleoperacijskih kontrolah.
SAR roboti so že dejavni v okoljih kot npr. na območju porušenega svetovnega trgovskega centra.

Nekatera aplikativna področja:
- Zabava
- Izobraževanje
- Terenska robotika
- Domača in družabna robotika
- Gostoljubje
- Rehabilitacija in nega za ostarele